# Municipio de Green Valley (Dakota del Sur)
El municipio de Green Valley (en inglés: Green Valley Township) es un municipio ubicado en el condado de Miner en el estado estadounidense de Dakota del Sur. En el año 2010 tenía una población de 51 habitantes y una densidad poblacional de 0,55 personas por km².

## Geografía
El municipio de Green Valley se encuentra ubicado en las coordenadas 44°4′0″N 97°40′14″O / 44.06667, -97.67056. Según la Oficina del Censo de los Estados Unidos, el municipio tiene una superficie total de 92.99 km², de la cual 92,99 km² corresponden a tierra firme y (0 %) 0 km² es agua.

## Demografía
Según el censo de 2010, había 51 personas residiendo en el municipio de Green Valley. La densidad de población era de 0,55 hab./km². De los 51 habitantes, el municipio de Green Valley estaba compuesto por el 100 % blancos. Del total de la población el 0 % eran hispanos o latinos de cualquier raza.